# Effeltrich
Effeltrich es un municipio situado en el distrito de Forchheim, en el estado federado de Baviera (Alemania), con una población a finales de 2016 de unos 2550 habitantes.
Se encuentra ubicado en la zona centro-norte del estado, al sur del distrito regional de Alta Franconia y suroeste de la región natural conocida como la Suiza Francona.